# Marvel Super Hero Squad : Le Gant de l'infini
Marvel Super Hero Squad : Le Gant de l'infini (Marvel Super Hero Squad: The Infinity Gauntlet) est un jeu vidéo de type beat them all développé par Griptonite Games et édité par THQ, sorti en 2010 sur Wii, PlayStation 3, Xbox 360, Nintendo DS et Nintendo 3DS.
Il fait suite à Marvel Super Hero Squad.

## Accueil
- Jeuxvideo.com : 12/20 (PS3/X360)[1] - 12/20 (Wii)[2] - 11/20 (3DS)[3] - 15/20 (DS)[4]